# Centro Penitenciario de Mujeres de Barcelona
El Centro Penitenciario de Mujeres de Barcelona (conocido popularmente como prisión de Wad-Ras ) es una prisión de la Generalidad de Cataluña situada en el municipio de Barcelona, España. Se inauguró en 1983.